# Albert Baldasseroni
Albert Baldasseroni (* 24. Juli 1933 in Ventabren) ist ein ehemaliger französischer Radrennfahrer und nationaler Meister im Radsport.

## Sportliche Laufbahn
Baldasseroni war im Straßenradsport aktiv. Von 1957 bis 1963 startete er als Unabhängiger. 1962 holte er einen Etappensieg im Circuit d’Aquitaine und gewann die nationale Meisterschaft im Straßenrennen der Unabhängigen vor Jacques Bachelot. 
1961 fuhr er die Internationale Friedensfahrt und belegte den 55. Rang.